# Lista chorążych reprezentacji Bermudów na igrzyskach olimpijskich
Lista chorążych reprezentacji Bermudów na igrzyskach olimpijskich – lista zawodników i zawodniczek reprezentacji Bermudów, którzy podczas ceremonii otwarcia nowożytnych igrzysk olimpijskich nieśli flagę Bermudów.

## Chronologiczna lista chorążych
| Lp. | Rok i miejsce        | Chorąży                    | Dyscyplina              |
| --- | -------------------- | -------------------------- | ----------------------- |
| 1   | 1936, Berlin         | Perez Sord                 |                         |
| 2   | 1948, Londyn         | Whitfield „Chummy” Hayward |                         |
| 3   | 1952, Helsinki       | Whitfield „Chummy” Hayward |                         |
| 4   | 1956, Melbourne      | b.d.                       |                         |
| 5   | 1960, Rzym           | Whitfield „Chummy” Hayward |                         |
| 6   | 1964, Tokio          | Whitfield „Chummy” Hayward |                         |
| 7   | 1968, Meksyk         | Whitfield „Chummy” Hayward |                         |
| 8   | 1972, Monachium      | Kirk Cooper                | Żeglarstwo              |
| 9   | 1976, Montreal       | b.d.                       |                         |
| 10  | 1984, Los Angeles    | Clarence Saunders          | Lekkoatletyka           |
| 11  | 1988, Seul           | Clarence Saunders          | Lekkoatletyka           |
| 12  | 1992, Albertville    | b.d.                       |                         |
| 13  | 1992, Barcelona      | Brian Wellman              | Lekkoatletyka           |
| 14  | 1994, Lillehammer    | John Hoskins               |                         |
| 15  | 1996, Atlanta        | Brian Wellman              | Lekkoatletyka           |
| 16  | 1998, Nagano         | John Hoskins               |                         |
| 17  | 2000, Sydney         | MJ Tumbridge               | Jeździectwo             |
| 18  | 2002, Salt Lake City | Patrick Singleton          | Saneczkarstwo, Skeleton |
| 19  | 2004, Ateny          | Peter Bromby               | Żeglarstwo              |
| 20  | 2006, Turyn          | Patrick Singleton          | Saneczkarstwo, Skeleton |
| 21  | 2008, Pekin          | Jill Terciera              | jeździectwo             |
| 22  | 2010, Vancouver      | Tucker Murphy              | Biegi narciarskie       |
| 23  | 2012, Londyn         | Zander Kirkland            | Żeglarstwo              |
| 24  | 2014, Soczi          | Tucker Murphy              | Biegi narciarskie       |
| 25  | 2016, Rio            | Tyrone Smith               | Lekkoatletyka           |
| 26  | 2018, Pjongczang     | Tucker Murphy              | Biegi narciarskie       |